# ぼくらのテレビゲーム検定 ピコッと!うでだめし
『ぼくらのテレビゲーム検定 ピコッと!うでだめし』（ぼくらのテレビゲームけんてい ピコッと!うでだめし）は、バンダイナムコゲームスより2008年（平成20年）6月26日に発売されたニンテンドーDS用ゲームソフト。2009年（平成21年）7月8日からは、バンダイナムコゲームスのiモード向けゲームサイト「ナムコｉランド」でも配信されていた。

## 概要
10秒から30秒の設定された制限時間内で6問のショートゲームをクリアしていくミニゲーム集。DSの上画面にミニゲーム、下画面に残り時間と「お題」が表示される。プレイの結果はS、A、B、Cの4段階で判断され、「初回検定」で6問の結果から級位が認定される。その後は、それぞれの段位ごとに6つのミニゲームからなるゲームパックが6つずつある「ピコッと! うでだめし」をクリアして貰える検定ポイントで挑戦できる検定ステージ「ピコッと!検定」で級位を上げていく。金メダルを集めるごとに、ゼビウスをモチーフにした「連射王」などハイスコアに挑戦するミニゲーム「挑戦!ハイスコア」、過去にクリアしたゲームパックに再挑戦できる「ピコッと!再挑戦」や、過去にクリアしたミニゲームにメドレー形式で挑戦できる「ピコッと!メドレー」や、ゲームの音が聴ける「メロディバッヂ」の3種類が楽しめる「ピコッと!アーカイブ」の内容が追加されていく。
検定に合格すると、誰かが遊びにきたという知らせが届くことがあり、モチーフ作品に登場するキャラクターが出現し、ゲームナビゲータの「ピコ彦」を操作して話しかけることができるキャラクターが増えていく。

## 収録モチーフ
本作は大きく分けてShooting、Action、Adventure、Sports、Race、RPGの6つのジャンルに分かれており、メニュー画面でセレクトボタンを押すことで、チャート式で各ジャンルの成績を閲覧することができる。ミニゲームはナムコのゲーム作品をモチーフにしたものと、推理ゲームや間違い探しなどのオリジナルのミニゲームで構成されている。オリジナルゲームはファミコン時代を意識したレトロ風になっており、過去のナムコ作品やアイドルマスターのキャラクターを用いたものもある。作品数は30タイトル以上で、ショートゲームの数は500種類以上。
- ゼビウス
- ギャラガ
- ギャラクシアン
- ワープマン
- スターラスター
- スカイキッド
- ドラゴンスピリット 新たなる伝説
- ワギャンランド2
- マッピー
- バトルシティー
- メトロクロス
- ドラゴンバスター

- ディグダグ
- スプラッターハウス わんぱくグラフィティ
- 妖怪道中記
- ファミリースタジアム
- ファミリーテニス
- ナムコクラシックⅡ
- ファミリージョッキー
- ラリーX
- ファイナルラップ
- ファミリーサーキット
- ドルアーガの塔
- ワルキューレの冒険 時の鍵伝説